# Trade & Battle: Card Hero
Trade & Battle: Card Hero (トレード&バトル カードヒーロー Toreedo & Batoru Kaado Hiiroo) es un juego de rol desarrollado por Nintendo R&D1 e Intelligent Systems y publicado por Nintendo para Game Boy Color. Fue lanzado en Japón el 21 de febrero de 2000.

## Trama
En este juego, el jugador juega como Hiroshi, un chico de pelo azul que vive en una ciudad donde el juego de Card Hero se ha convertido en muy popular. Desea convertirse en un maestro del juego mediante la recogida de diferentes tipos de cartas y duelo con varios oponentes. Su meta se vuelve más difícil de alcanzar cuando un grupo malicioso, llamado The Jokers, causa problemas en la ciudad.

## Jugabilidad
El objetivo principal de la serie Card Hero es derrotar la carta maestra del oponente. Para hacerlo, los jugadores sostienen Piedras que se usan para jugar cartas y cuatro ranuras de cartas Monster (dos en la primera fila y dos en la parte trasera). El jugador ataca al Maestro del oponente para drenar su HP a 0 y ganar el juego. Sin embargo, no es tan fácil como suena; el Maestro tiene un escudo de 2HP, que suele ser la fuerza máxima de los ataques de la mayoría de las cartas del monstruo. Por lo tanto, el jugador solo puede dañar al oponente si la fuerza de un ataque es de 3 o más, y el daño se reducirá en 2 puntos.
A pesar del hecho de que la mayoría de los monstruos son incapaces de dañar al Maestro inicialmente, hay varias maneras de aumentar su fuerza para que pueda. Una forma es que la carta Monstruo no se mueva en un turno. En el siguiente turno, se cargará. Esto hace que la fuerza del ataque de carga del monstruo aumente en 1. El jugador también puede utilizar elementos en el monstruo, como Power-up. La forma probablemente más preferida de fortalecer a un monstruo es aumentando su nivel, lo que puede hacerse derrotando a otro monstruo.
Hay tres juegos de reglas diferentes en este juego: Junior, Senior y Pro, que afectan el número de cartas en la baraja del jugador y las cartas maestras. El juego Junior es muy básico; los jugadores usan mazos de 20 cartas (15 en el juego Game Boy Color) y Masters normales de 5HP. El juego Senior es básicamente el mismo, pero con la adición de las cartas Magic Master. El juego de reglas Pro usa 30 tarjetas y Magic Masters con 10HP.

### Tipos de Tarjetas
Tanto el jugador como el oponente tienen una MasterCard. El objetivo del juego es derrotar al Maestro del oponente antes de derrotar al jugador. Todas las tarjetas Master tienen un escudo que reduce los daños causados por 2HP. También hay Maestros Mágicos, que tienen habilidades especiales. Entre los Maestros Mágicos están el Maestro Blanco, el Maestro Negro y el Maestro Maravilla.
Las cartas de monstruos son esenciales para Card Hero. Los monstruos son usados para defender al Maestro así como para atacar al oponente. Sin embargo, la mayoría de los monstruos comienzan con una fuerza de ataque de 1 o 2, que es incapaz de dañar al Maestro enemigo.
Para jugar una Carta Monstruo, el jugador debe prestarle 1 Piedra. Luego se coloca en una ranura vacía para tarjetas Monster, boca abajo en el modo de Preparación. Cuando la carta es así, no puede ser atacada y no puede moverse. En la próxima vuelta, se voltea. Los monstruos pueden aumentar su poder al nivelarse para no derrotar a otro monstruo. Para hacer esto, sin embargo, el jugador debe darle otra Piedra. Los monstruos solo pueden subir de nivel hasta cierto nivel. Por ejemplo, mientras que Rouge puede nivelar hasta L3, Manatot solo puede nivelar hasta L2. Es posible que algunos monstruos no sean capaces de subir de nivel. Como regla inversa, cuando una carta de Monstruo es derrotada, su dueño es devuelto todas las piedras que le fueron prestadas.
Todas las cartas de monstruo tienen un ataque de Carga, y algunas tienen además un ataque mágico. El ataque de Carga puede dañar las cartas adyacentes. Si un Monstruo no se mueve durante todo un turno, se carga y el poder del ataque de Carga aumenta en 1. Los ataques mágicos pueden tener varios efectos y generalmente cuestan piedras a ser usadas. Algunos efectos incluyen atacar otras cartas desde un rango, tener una fuerza capaz de dañar al Maestro del oponente y recuperar el HP.
Hay cuatro ranuras para Monster Card, dos en la primera fila y dos en la segunda fila. La Carta Monstruo normalmente indica si el monstruo es el más adecuado para la fila posterior o la fila delantera. El Front Row es ideal para las cartas con HP alto que pueden atacar adyacentemente con una fuerza poderosa, como Takokey. El típico monstruo de tipo frontal tiene alrededor de 5HP y un ataque de carga que inflige daños de 2HP. El Back Row es el mejor para monstruos con baja HP y un fuerte ataque mágico de largo alcance. El típico monstruo tipo espalda tiene alrededor de 2~3HP y un ataque mágico con una fuerza de daño de 2HP. Cuando un monstruo en la fila delantera es derrotado y otro monstruo está detrás de ellos, el monstruo en la fila trasera sube automáticamente a la fila delantera. Los monstruos pueden moverse a diferentes slots y cambiar posiciones con otras cartas de monstruos, pero no pueden atacar en el mismo turno.
Super Monster Cards son cartas poderosas que son difíciles de entrar en juego, pero fácilmente puede decidir quién gana el juego. Un Super Monster puede ser jugado en la parte superior del monstruo del cual "evoluciona" cuando excede su nivel máximo. Un ejemplo de un Super Monstruo es Elgoma, la forma Super de Poligoma.
Magic Cards ejecutará un efecto especial a costa de un cierto número de piedras. El costo y los efectos varían de una tarjeta a otra. Algunos ejemplos de los efectos de las Cartas Mágicas incluyen recuperar el HP, dañar las cartas del oponente, y aumentar las estadísticas de las cartas del jugador.
El jugador que va primero es determinado por un juego de Piedra, Papel o  Tijeras. Los participantes barajan sus barajas y roban 5 cartas.
Al comienzo del turno de un jugador, siempre se sortean 3 Piedras junto con 1 carta. Una vez hecho esto, el jugador puede jugar cualquier carta que desee y comandar sus cartas de Monstruo. Todas sus cartas de Monstruo pueden ser comandadas en el mismo turno, pero un Monstruo solo puede ser comandado una vez en un turno. El otro jugador comienza entonces su turno.

## Recepción
En el lanzamiento, la revista Famitsu marcó la versión para Game Boy del juego con 35 de 40 puntos.

## Legado
El vendedor de tarjetas, Maruo Maruhige, apareció como trofeo en el título de Nintendo GameCube, Super Smash Bros. Melee y en Super Smash Bros. Brawl, Hiroshi, Master y Tameo aparecen como pegatinas coleccionables.
Una secuela titulada Kousoku Card Battle: Card Hero salió a la venta en Japón para la Nintendo DS el 20 de diciembre de 2007. Algunos monstruos regresaron del predecesor del juego con una apariencia alterada, algunos monstruos que regresan parecen completamente diferentes. La secuela también incluye nuevos monstruos, así como nuevos personajes principales: Satoru, Haruka y su rival, Kiriwo.